# Vùng của Nga
Vùng của Nga (tiếng Nga: край, chuyển tự: kray, IPA: [kraj]) là một kiểu chủ thể liên bang của Nga. Toàn bộ liên bang Nga được chia thành 89 chủ thể liên bang, trong đó có 9 krai  ("vùng", "vùng lãnh thổ"). Tỉnh của Nga (Oblast) cũng là một chủ thể liên bang giống với vùng về mặt pháp lý nhưng khác về thực thể chính trị tương tự như Thịnh vượng chung của Hoa Kỳ. Cả hai đều là thực thể tương đương về mặt tư cách pháp lý với đại diện trong Hội đồng Liên bang. Trong thời kỳ Xô Viết, tỉnh tự trị Xô Viết có thể phụ thuộc vào các nước cộng hòa hoặc vùng nhưng không phải là tỉnh (Oblast).

## Tổng quan
Mỗi krai có một chính quyền bang nắm quyền trên một lãnh thổ địa lý xác định với một cơ quan lập pháp, hội đồng lập pháp được bầu chọn một cách dân chủ. Quyền hành pháp cao nhất tại đây là thống đốc được chỉ định bởi Tổng thống Nga. Dưới các vùng được phân chia thành các huyện (Raion), thành phố liên bang, và khu (okrug). Các vùng trước đây của Nga đặc trưng bởi các khu tự trị cho đến khi hình thành vùng Zabaykalsky vào ngày 1 tháng 3 năm 2008 và khu tự trị cuối cùng còn lại của một vùng bị xóa bỏ.
Thuật ngữ krai hoặc kray có nguồn gốc từ tiếng Nga chỉ một cạnh và có thể được dịch sang là "ranh giới" hoặc "lãnh thổ". Xét về diện tích thì vùng lớn nhất là Vùng Krasnoyarsk với 2.339.700 kilômét vuông (903.400 dặm vuông Anh) trong khi vùng nhỏ nhất là Vùng Stavropol at 66.500 kilômét vuông (25.700 dặm vuông Anh). Vùng có dân cư đông nhất là Vùng Krasnodar là 5.404.300 theo điều tra dân số năm 2010 còn Kamchatka là vùng có dân số ít nhất với chỉ 322.079 (2010).
Trong quá khứ, Krai cũng là phân loại hành chính cấp một khổng lồ dưới thời Đế quốc Nga được chia thành các Guberniya. Sau nhiều cải cách hành chính trong thời kỳ Xô Viết thì các Guberniya bị bãi bỏ và krai được định hình thành các bộ phận có diện tích nhỏ hơn nhiều. Cuối cùng, nó trở thành phân loại hành chính cao nhất của Các nước cộng hòa của Liên bang Xô viết với sự khác biệt duy nhất là khu tự trị có thể phụ thuộc vào các vùng nhưng không phải là một tỉnh. Một krai dưới thời Cộng hòa Xã hội chủ nghĩa Xô viết Liên bang Nga rất ít quyền lực hay tự chủ nhưng khi Liên Xô tan rã, thì krai của các quốc gia có chủ quyền trở thành bộ phận hành chính cấp một của Liên bang Nga và quyền lực lớn hơn nhiều so với trước đây.

## Danh sách các vùng
1. Altai (vùng)
2. Kamchatka (vùng)
3. Khabarovsk (vùng)
4. Krasnodar (vùng)
5. Krasnoyarsk (vùng)
6. Perm (vùng)
7. Primorsky (vùng)
8. Stavropol (vùng)
9. Zabaykalsky (vùng)